# 諸城角龍屬

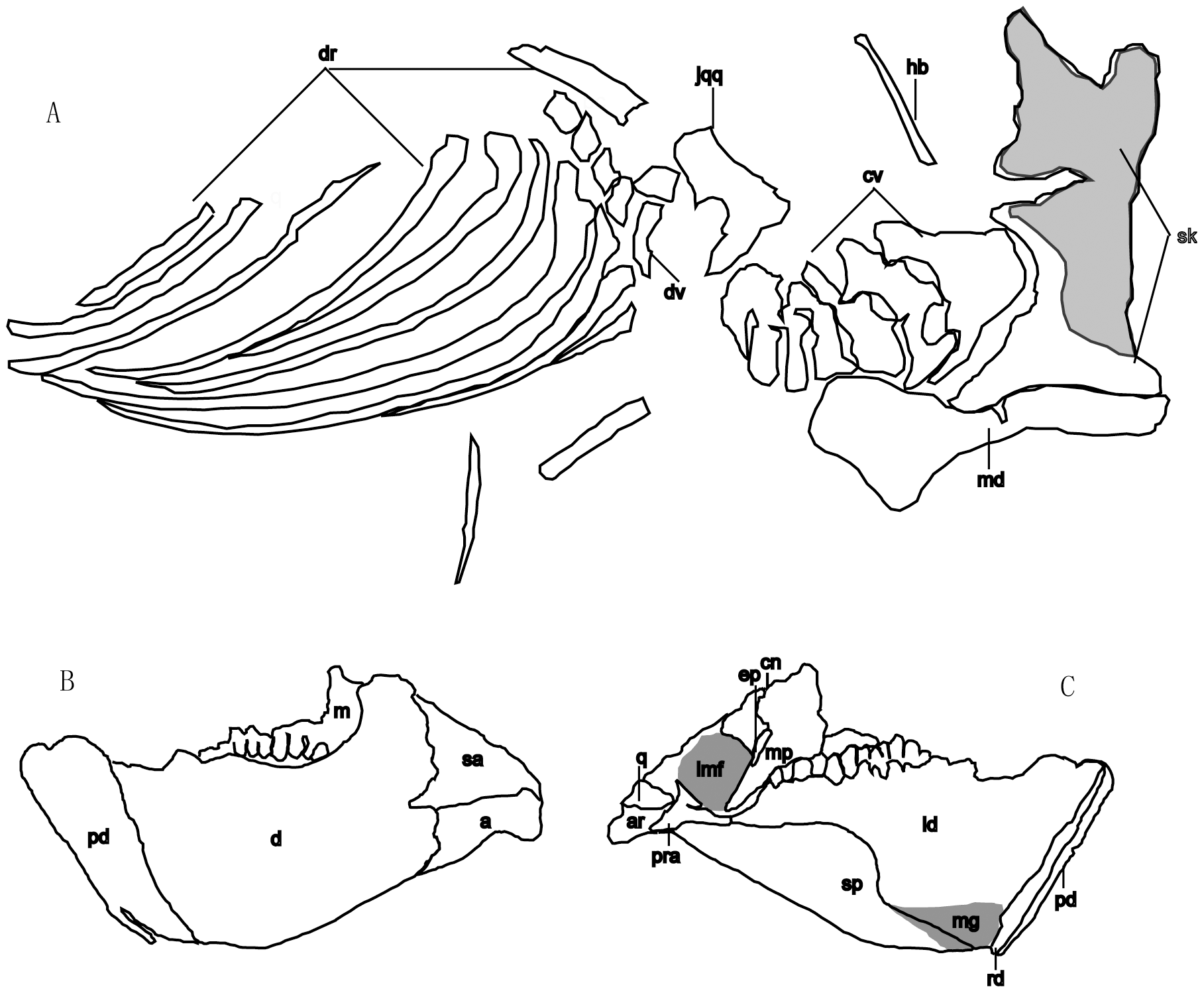
正模標本

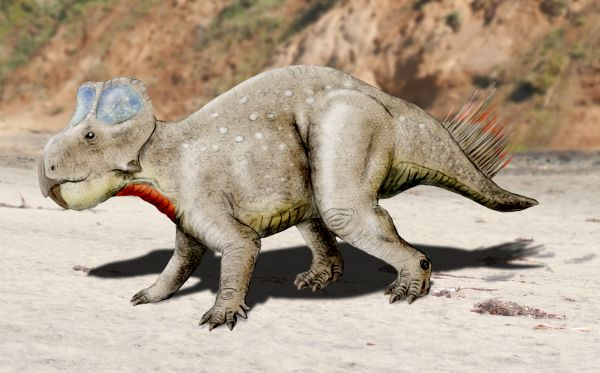
諸城角龍的想像圖

諸城角龍屬（學名：Zhuchengceratops）意為「諸城的有角面孔」，是種生活在白堊紀晚期的草食性的角龍亞目恐龍，屬於纖角龍科。其化石發現於中國山東省的王氏群，化石是一個部分骨骼，包含：脊椎、牙齒、肋骨、以及部份頭顱骨與下頜。模式種是意外諸城角龍（Z. inexpectus），是由徐星以及趙喜進等人於2010年所描述、命名。
諸城角龍的化石可能是個成年個體，體型估計約2公尺，略大於其近親纖角龍；纖角龍的化石也大多是成年個體。諸城角龍的下頜長50公分，厚而笨重。諸城角龍有許多自衍徵，因此纖角龍科的形態更為多樣性。諸城角龍是第三種發現於亞洲的纖角龍科，與其他兩屬共存於同一地區。與其近親相比，諸城角龍有不同的頜部、牙齒特徵，這可能代表牠們有不同的進食方式。